# King (Tekken)
King I (キング I?, Kingu I) e King II (キング II?, Kingu II) sono dei personaggi immaginari della saga di videogiochi Tekken.

## King I
In Tekken, King è un sacerdote che dirige un orfanotrofio e segretamente è un campione di lotta libera americana (wrestling). La sua sete di lotta ha un fine nobile: vincere i soldi in premio per migliorare le strutture dell'orfanotrofio e assistere agli orfani: ecco perché King si iscrive al "Tekken". Sub-boss di King è Armor King. King è sub-boss di stage 8 di Armor King. Nel suo epilogo King si trova all'esterno di una chiesa; subito dopo suonano le campane, e alcuni bambini escono dalla chiesa correndo con grida di gioia verso l'eroe; allora King, emozionato, alza le braccia al cielo in segno di esultanza.
In Tekken 2, dopo aver battuto il suo rivale Armor King ed essersi aggiudicato il terzo posto, King passa un brutto periodo tra sconforto per via della morte di un bambino dell'orfanotrofio e alcol; fino a quando lo stesso avversario, vedendolo malridotto, gli riporta la maschera raccontandogli del secondo torneo. King è scosso, ma torna ad allenarsi, cogliendo al volo questa seconda occasione. Sub-boss di King è Armor King. King è sub-boss di stage 8 di Armor King. Nel suo finale sta nevicando e King è fuori del suo orfanotrofio: guarda con angoscia i suoi bambini che festeggiano il Natale, deluso per la sconfitta nel torneo. Lascia alcuni regali per i bambini e se ne va; ma, mentre sta per andarsene, i bambini escono e gli si fanno incontro; la sua felicità è di nuovo accesa: con ardore, coraggio e forza King torna a combattere.
Qualche tempo dopo, Ogre, il dio della lotta, fu risvegliato da un'antica rovina in Messico dalla Tekken Force di Heihachi Mishima. Ogre ha attaccato diversi artisti marziali in tutto il mondo, incluso King, che è stato ucciso in seguito.

## King II
King II (denominato così per distinguerlo dal primo King) è un bambino cresciuto nell'orfanotrofio dove lavorava King (che muore ucciso da Ogre), a cui deciderà di lasciare, in punto di morte, la direzione dell'orfanotrofio nonostante la sua giovane età (24 anni). Da quel giorno, il ragazzo indossò una maschera di giaguaro come quella del primo King. Tuttavia al giovane mancava l'esperienza nella lotta e lo portò a numerose sconfitte. Tutto cambierà quando Armor King (amico/rivale di King), conoscendo l'assassino (Ogre), allena King II per 4 anni facendolo diventare un ottimo lottatore di wrestling, come il suo mentore King. Cambiano le persone ma per fortuna non le motivazioni: King II pratica wrestling a livello professionistico per sovvenzionare l'orfanotrofio e deciso a vendicare il suo predecessore si iscrive al Tekken 3. Nel suo epilogo, King sta combattendo sul ring contro un altro avversario, dopo aver vinto King si ritira nello spogliatoio dove trova Armor King senza maschera con la testa chinata per la malattia.
In Tekken 4, Armor King, maestro e padre adottivo di King, rimane ucciso in una rissa da bar. Accecato dall'ira, King giura vendetta, pagando la cauzione all'assassino (Craig Marduk) in modo che potesse uscire e partecipare al 4° Tournament, così King si iscrive al torneo per vendicare il suo mentore. Durante il torneo King si scontra con Marduk e lo picchia pesantemente, facendolo finire in ospedale per le ferite. Nel suo finale, King avendo vinto il torneo decide di usare l'immensa fortuna della Mishima Zalbatzu per aiutare bambini in difficoltà, poco dopo si dirige nell'ospedale e va verso la stanza di Craig Marduk intento a ucciderlo, non appena sta per colpirlo King nota una foto che mostra Craig con la sua famiglia, da ciò capisce che il suo gesto è sbagliato e decide di risparmiarloe se ne andò.
In Tekken 5, non molto tempo dopo essere rientrato in patria, la dichiarazione di vendetta annunciata da Marduk (mentre portava una maschera da giaguaro nero, identica a quella di Armor King), raggiunse le orecchie di King, mandandolo in bestia ed offrendogli occasione di incontrarlo al 5º torneo del pugno d'acciaio, King si iscrive giurando che non lascerà che Marduk disonori il suo mentore. Julia Chang cerca di dissuadere King dal combattere contro Marduk dicendogli che è già forte abbastanza, dopo averla battuta King dice che Marduk non gli scapperà. Successivamente nel torneo King affronta Marduk e riesce a sconfiggerlo, quando Marduk è a terra King gli tende una mano amichevolmente e lo aiuta a rialzarsi. Sotto-boss di King sono Julia Chang e Craig Marduk; King è sotto-boss di stage 7 di Craig Marduk. Nel suo finale, King affronta due avversari su un quadrato di wrestling e sta avendo la peggio quando Marduk gli batte la mano ed entra per aiutare King. Insieme, i due eseguono una mossa di atterramento buttando a terra i due sfidanti, dopodiché entrambi ricevono la cintura di campione e la sollevano davanti a un pubblico esultante.
In Tekken 6, durante il torneo, però, la rivalità dei due si trasforma pian piano in amicizia; inoltre, a quel torneo, partecipa lo stesso Armor King, che sconfigge Marduk. Stupito nel vederlo, King gli si avvicina per sapere se sia proprio lui, ma non ottenne nessuna risposta. L'unica cosa certa è che Armor King parteciperà anche al sesto torneo di pugno d'acciaio; per scoprire la verità sulla sua ricomparsa, sia King che Marduk parteciperanno a loro volta al torneo. Nel suo finale, King è a casa sua e sta contemplando una foto di Armor King. Mentre sta rimettendo a posto la foto, la cornice cade e si rompe, rivelando che sotto c'è un'altra fotografia; incuriosito, King la prende e nota con stupore che ci sono due Armor King.
In Tekken 7, King partecipa al torneo intenzionato a vincere il premio in denaro necessario sia per finanziare le spese mediche per Armor King e Marduk, infortunati dopo un violento scontro, sia per risollevare le sorti del suo orfanotrofio finito in costante pericolo a causa della guerra tra la Mishima Zaibatsu e la G Corporation. Più tardi, quando Marduk si riprese prima di Armor King, proprio mentre stava per finirlo, King gli impedì di farlo, ricordandogli il giorno in cui lo aveva riscattato. L'amicizia che hanno instaurato significa che possono ancora fare pace con Armor King, l'intento omicida di Marduk è lo stesso errore che King aveva fatto con il combattente Vale Tudo precedentemente ferito dopo la fine del quarto torneo. Per evitare spargimenti di sangue, King suggerì a Marduk di scrivere ad Armor King una lettera che lo sfidasse a un incontro di ritiro, dove il perdente avrebbe dovuto smettere di combattere per sempre, e quest'ultimo accettò.
King è inoltre uno dei personaggi confermati per il Tekken 8.